# Пуна
Пуна (на маратхийски: पुणे; на английски: Pune) е град в щата Махаращра, Индия. Пуна е с население от 3 124 458 жители (2011 г.), което го прави втория по население метрополис в щата. Площта на Пуна е 700 км² и се намира на 560 метра надморска височина в западната част на страната. Най-близкото пристанище до града е това на Мумбай на разстояние от 150 km на запад.
Градът е разположен върху Деканското плато, на десния бряг на река Мута. Административен център на окръг Пуна, както и някогашна столица на Маратхската империя.
Пуна е известен като град още от 847 година. Тя е първата столица на Маратхската империя по времето на Чхатрапати Шиваджи Радже Бхосале. През 18 век става политически център на индийския субконтинент, резиденцията на маратхските пешви (министър-председателите на Маратхската империя).
В града се намира централата на най-големия производител на ваксини в света, Серумния институт на Индия, както и основан през 1994 година завод за автомобили на „Мерцедес-Бенц“.